# Yo-kai Watch
Yo-kai Watch (妖怪ウォッチ Yōkai Wotchi?, registrado también en Japón como Youkai Watch y Yokai Watch) es una serie de videojuegos de rol desarrollados y publicados por Level-5. El juego original fue lanzado para Nintendo 3DS en Japón el 11 de julio de 2013, en América el 6 de noviembre de 2015 y en Europa el 29 de abril de 2016. Además, cuenta con una serie de secuelas, Yo-kai Watch 2, que salió el 10 de julio de 2014, Yo-kai Watch 3 que salió el 16 de julio de 2016 y Yo-kai Watch 4, que salió en Japón el 20 de junio de 2019, y aún no salió en occidente, lo cual generó muchas polémicas. En España, la serie se estrenó en Boing el 23 de mayo de 2016.
El juego cuenta además con dos adaptaciones a manga: una serie shōnen que se publica en la revista Coro Coro Comic de Shogakukan desde el 15 de diciembre de 2012, y una serie shōjo que se comenzó a publicar en la revista Ciao el 27 de diciembre de 2013. Además, desde enero de 2014 se emite en Japón un anime basado en el juego, producido por OLM, Inc., y en diciembre de 2014 se estrenó una película basada en el anime. El anime ha sido condecorado con el premio "Synergy" en la novena edición de los Seiyū Awards. Dicho premio fue recibido en representación de la serie por los seiyūs Tomokazu Seki y Haruka Tomatsu.

## Sinopsis
Un día, Nathan "Nate" Adams, un chico de 11 años estaba cazando insectos en el bosque al ver un bicho raro intenta cazarlo para poder sorprender a Katie Forester, pero pierde al insecto y encuentra en su lugar una máquina expendedora, que le pide insistentemente que inserte una moneda, al hacerlo, Whisper, un Yo-kai le entrega un Reloj Yo-kai (Yo-kai Watch) que le permite ver Yo-kai.

## Personajes principales
Nathan "Nate" Adams (天野 景太 Amano Keita?)
Nathan es un niño de 11 años, es un chico común y le gusta estar con sus amigos. Un día de verano quería cazar un bicho ya que su amigo Oso había cazado un escarabajo muy grande. Vio un escarabajo raro y lo siguió, hasta que se le escapó y se encontró una máquina de bolas. Una voz espiritual no paraba de molestar diciéndole que pusiese una moneda. La puso y salió una bola. De esta, salió un espíritu: un Yo-kai llamado Whisper. Desde que le conoció, le informa sobre los Yo-kai y le dio un Reloj Yo-kai con el que puede verlos, ya que los humanos no los pueden ver. Consigue negociando con ellos y cada uno le da una medalla para invocarlo con su reloj.
Katie Forester (木霊 文花 / フミカ / フミちゃん Kodama Fumika / Fumi-chan?)
Katie es una niña de 11 años en la clase de Nathan en la escuela. Ella es muy inteligente, pero le preocupa que no cumpla con los estándares de su madre, y a menudo es admirada por los alumnos varones, especialmente por Nathan. En la serie de anime fuera de un sueño que tiene Whisper en el episodio 67, ella no posee un Reloj Yo-kai y no está al tanto de la presencia de los Yo-kai, a pesar de ser la protagonista femenina en los dos primeros videojuegos.
Valeria Luna (未空 イナホ Misora Inaho?)
Valeria es una friki de la ciencia ficción con una obsesión por el espacio, Usapyon engañó a Valeria para que comprara el Reloj Yo-kai Modelo U, creyendo que era un "Space Watch", en el que se la introdujo al mundo de Yo-kai. Ella acuerda ayudar a Usapyon a construir un cohete para ayudar a que los sueños del Profesor Orión (ヒューリー博士 Hyūrī Hakase?) se hagan realidad, buscando las medallas Yo-kai necesarias para alimentar las partes individuales.
Whisper (ウィスパー Wisupā?)
Es un Yo-kai que es un fantasma, estaba atrapado en una máquina de bolas hasta que Nathan lo liberó. No sabe nada de los Yo-kai, y siempre que debe informarse de los Yo-kai, tiene que utilizar el Yo-kai Pad, una especie de tablet que dice todo sobre los Yo-kai. A menudo descarta las sospechas de Nathan de que un Yo-kai está involucrado en misteriosos sucesos en su vida, solo para darse cuenta de que está equivocado. 
Jibanyan (ジバニャン?)
Es un gato Yo-kai rojo y blanco, antes era un gatito dormilón de pelo rojo que se llamaba Pelirrojo (アカマル Akamaru?)  y que vivía con su querida dueña hasta que un día fue atropellado por un camión y se convirtió en un Yo-kai.
Usapyon (USAピョン?)
Aunque viste un traje de astronauta en forma de conejo, en realidad no es un conejo y no tiene nada que ver con uno debajo del traje; las orejas de conejo son solo parte de su casco. En su vida pasada, Usapyon era una supuesta nutria llamada Chiqui (ちび Chibi?), que fue capturado por un científico espacial  y listo para ser el primer animal pequeño en sobrevivir al ir al espacio, solo para morir en un malfuncionamiento de cohete que él mismo causó.

## Voces
España
Whisper - Rafael Turia
Jibanyan - Maribel Pomar
Katie Forester - Ana María Champs
Dudu - Marta Estrada
Oso - Oscar Ruíz
Madre de Nathan - Noemí Bayarri
Padre de Nathan - Carlos Diaz Vaquera
 Japón
Nathan Adams - Haruka Tomatsu
Whisper - Tomokazu Seki
Jibanyan - Etsuko Kozakura
Katie Forester - Aya Endō
Dudu - Chie Satō
Oso - Tōru Nara
Madre de Nathan - Ryōko Negata
Padre de Nathan - Tōru Nara

## Modo de juego
Yo-kai Watch es un videojuego de RPG donde el jugador busca Yo-kai, por toda la ciudad de Floridablanca, utilizando la pantalla táctil de Nintendo 3DS o 2DS. Los jugadores pueden hacerse amigos de los Yo-kai, si les dan un alimento que les guste antes de comenzar la batalla, y después de derrotarlos si el Yo-kai se acerca al jugador y le da su medalla Yo-kai, permitiendo que sea convocado a voluntad del jugador. Los Yo-kai también puede adquirirse a través de un juego en una máquina gasha (expendekai), a la que se hace funcionar con unas monedas que se van recogiendo durante el transcurso del juego o bien con Monedas de juego de Nintendo 3DS. Ciertos Yo-kai son necesarios para completar la misión principal del juego, y algunos Yo-kai especiales se adquieren a través de diversas misiones secundarias. Los Yo-kai tiene la capacidad de convertirse en versiones más poderosas de sí mismos si alcanzan un cierto nivel, también pueden evolucionar mediante la combinación con determinados elementos u otro Yo-kai. Los Yo-kai pueden ser de ocho clases diferentes, cada una con sus propias fortalezas y debilidades. También está la Leyenda Yo-kai que solo se puede obtener mediante la recopilación de un conjunto particular de Yo-kai que aparecen en el Medálium de Yo-kai (妖怪大辞典 Yōkai Dai-jiten?), un compendio de los diferentes Yo-kai con los que el jugador se ha encontrado o hecho amigo y también el jefe Yo-kai, que no puede hacerse amigo del jugador en el juego original, pero sí en las secuelas.
Cuando el jugador se encuentra con un Yo-kai, entra en la batalla usando con él seis Yo-kai, con los que el jugador previamente ha hecho amistad. La pantalla táctil se utiliza durante las batallas para rotar a voluntad entre los Yo-kai del jugador. También se utiliza para esclarecer los efectos en el estado de los Yo-kai del jugador o para cargar las habilidades especiales de los Yo-kai.
Un evento común en el juego es la "Pesadilla súbita", donde el personaje del jugador entra en un reino de pesadilla donde él o ella debe buscar cofres del tesoro que contienen objetos especiales mientras trata de evitar ser visto por un Yo-kai. Si es descubierto, el jugador es perseguido por un poderoso Yo-kai Oni que acabará con él a menos que logre escapar. Es posible derrotar al Oni, pero solo si los Yo-kai del jugador son especialmente poderosos. También es posible encontrarse con el poderoso Yo-kai Sacoco si el jugador cruza la calle con el semáforo en rojo, aunque también el encuentro puede ser beneficioso si el jugador sigue las reglas.
Los jugadores también pueden participar en varias misiones secundarias para ganar experiencia y en minijuegos de caza de bichos y pesca para obtener artículos especiales.
En Yo-kai Watch 2 se amplían las áreas que pueden ser exploradas. Además cuenta con casi 100 nuevos Yo-kai en el presente y pasado de la región de Vellón, donde conoce Yo-kai tradicionales y al predecesor del "Yo-kai Watch", Nathaniel Adams, su abuelo.

Juguete basado en el modelo de Yo-kai Watch "Modelo-Cero"

## Terminología
Yo-kai (妖怪 Yōkai?)
Espíritus basados o inspirados en los yōkai de la mitología japonesa. Estos espíritus son responsables de extraños sucesos que ocurren ya sea a personas u objetos.
Yo-kai Watch (妖怪ウォッチ Yōkai Wotchi?)
Un reloj especial que permite a sus usuarios a identificar y comunicarse con Yo-kai. El reloj cuenta con una lente especial que hace al Yo-kai visible para el usuario. Mediante la inserción en el reloj de una medalla de Yo-kai, recibida al hacerse amigo de un Yo-kai, el usuario puede invocar a dicho Yo-kai a la batalla. El Yo-kai Watch de Nathan tiene forma de reloj de pulsera mientras que el de Katie es un reloj de bolsillo que lleva alrededor de su cuello. Existen variaciones del reloj, las cuales son:
Yo-kai Watch Modelo Cero (妖怪ウォッチタイプ零ゼロ式 Yōkai Wotchi Taipu Zero-shiki?)
Una variación del Yo-kai Watch que se introduce en Yo-kai Watch 2. Es de menor tamaño y utiliza un marcador para convocar a los Yo-kai, aunque no dispone de una lente. Solo se puede utilizar con medallas Z (Yo-motion en América/Europa); las medallas Yo-kai originales no se pueden utilizar con el modelo Cero oriental y del mismo modo, las medallas Yo-motion no se pueden utilizar con el antiguo.
Yo-kai Watch Modelo U (妖怪ウォッチＵユー Yōkai Wotchi Yū?)
Introducido en Yo-kai Watch 3. Cuenta con una luz que funciona de la misma manera que la lente del reloj original. Parece ser compatible con las medallas clásicas y las nuevas medallas Merican, que convocan Yo-kai de América.
Medalla Yo-kai (妖怪メダル Yōkai Medaru?)
Una medalla que entrega el Yo-kai al hacerse amigo del usuario del Yo-kai Watch. Estas medallas se pueden utilizar para convocar a sus respectivos Yo-kai a la batalla cuando se insertan en el Yo-kai Watch.
Medálium de Yo-kai (妖怪大辞典 Yōkai Daijiten?, lit. "Diccionario Yo-kai")
Un álbum donde se almacenan las medallas Yo-kai cuando no se utilizan en la batalla. El medálium también puede contener información sobre los Yo-kai encontrados. Cuando ciertas páginas del medálium están llenas, aparece un Yo-kai Legendario.
Yo-kai Pad (妖怪パッド Yōkai Paddo?)
Una tableta que utiliza el mayordomo Yo-kai Whisper para buscar información sobre los Yo-kai a través de la página web wikiyokai.

## Contenido de la obra

### Videojuegos
El videojuego de Yo-kai Watch fue anunciado por Level-5 durante el Tokyo Game Show de 2011. El 11 de julio de 2013 se lanzó a la venta en Japón. En febrero de 2014, el juego había vendido más de 500.000 copias al por menor. En enero de 2014, Level-5 registro la marca "Yo-kai Watch" en Estados Unidos. El 7 de abril de 2015, Nintendo anunció que publicaría el juego en Europa y América en 2016., aunque finalmente la compañía ha decidido adelantar el lanzamiento norteamericano hasta el 6 de noviembre de 2015.
Una máquina recreativa con un juego llamado Yo-kai Watch: Tomodachi UkiUkipedia (妖怪ウォッチ ともだちウキウキペディア?) fue probada por primera vez en diciembre de 2013, y debutó en el Next Generation World Hobby Fair Winter 2014, después de haber sido lanzada a principios de 2014. Se trata de un juego de cartas, donde hay que determinar los acontecimientos de una batalla entre 3 Yo-kai del jugador y 3 Yo-kai enemigos, después de que el jugador los haya buscado en la interfaz del juego. Si el jugador gana, consigue una tarjeta que se puede utilizar para futuras partidas de Tomodachi UkiUkipedia.
Una secuela de Yo-kai Watch, Yo-kai Watch 2, fue lanzada en Japón el 10 de julio de 2014 en dos ediciones: Ganso (元祖) y Honke (本家, ambos pueden ser traducidos como "original"). Coro Coro Comic organizó un concurso para sus lectores, que consistía en diseñar una nueva forma para la mascota del juego, Jibanyan, la cual aparecería en el nuevo juego, así como en el manga de Coro Coro. Finalmente los ganadores fueron Buchinyan, una fusión de Jibanyan y Whisper disponible en una actualización del juego original (la cual también añadió a Komasan y Tsuchinoko), y Fuyunyan, un heroico Yo-kai que es un personaje central en la trama de los juegos. Ganso y Honke incluyen Yo-kai que no se podían obtener en el juego anterior, incluyendo jefes. Otras nuevas características de las secuelas son la inclusión de las medallas Z y las medallas antiguas, además de la posibilidad de viajar en tren, montar en bici, trepar postes, y una "caja roja fantasmagórica" que hace que el jugador se tire un pedo o reciba un objeto especial. En colaboración con las máquinas recreativas de Tomodachi UkiUkipedia se realizó un evento en Japón. El juego arcade incluyó a Yo-kai únicos representando ocho regiones de Japón, los cuales podían ser usados en Yo-kai Watch 2 mediante un código que se encontraba en la tarjeta de premio que se consigue al ganar en dichas máquinas recreativas. El 13 de diciembre de 2014, salió a la venta en Japón una tercera edición de Yo-kai Watch 2 llamada Shin'uchi (真打 "Cabeza de cartel"?), que incluía personajes y escenarios no vistos inicialmente en Ganso y Honke. Hasta noviembre de 2014, las ediciones Ganso y Honke habían vendido conjuntamente 2.881.810 de copias. Dichas versiones finalmente vendieron más de tres millones de copias en 2014, convirtiéndose en el juego más vendido en Japón en 2014.
Un videojuego spin-off, Yo-kai Watch Busters fue anunciado por primera vez en la edición de abril de 2015 Coro Coro Comic. El spin-off permitirá a cuatro jugadores cooperar en la lucha contra el jefe Yo-kai. Las primeras dos versiones del juego, Aka Neko-dan (赤猫団?  "Red Cat Troupe") y Shiro Inu-tai (白犬隊?  "White Dog Corps"), se lanzaron el 11 de julio de 2015. La historia de Nathan en Yo-kai Watch 3 se lleva a cabo en Estados Unidos, más concretamente en la ciudad ficticia de San Peanutsburg, a donde se ha mudado la familia de Nathan. El juego cuenta con nuevos Yo-kai de "estilo americano" e introduce a la nueva protagonista del anime Valeria Luna y a su compañero, el Yo-kai Usapyon. En agosto de 2015, se anunció una colaboración con Ubisoft para desarrollar una versión especial de la serie Just Dance, que incluye canciones de la banda sonora del anime, el cual fue lanzado el 5 de diciembre de 2015.
La serie cuenta además con varios juegos para móviles, desarrollados para los sistemas operativos Android e iOS. El 16 de julio de 2013 salió a la venta Yo-Kai Taisō Dai-Ichi Pazuru Danyan (ようかい体操第一　パズルだニャン?), un juego de puzles en el que la misión del jugador es alinear las distintas cabezas de colores de Jibanyan. Durante el evento de Level-5 Vision de 2015 se presentaron tres nuevos juegos para Android e iOS. El primero es Yo-Kai Dai Jiten (妖怪大辞典?), una enciclopedia con los datos de todos los Yo-kai. El segundo es Yo-Kai Watch Geraporizumu (妖怪ウォッチ ゲラポリズム?), un juego de ritmo. Y el tercero es Yo-Kai Watch Puni Puni (妖怪ウォッチ ぷにぷに?), un juego de puzles desarrollado junto con la compañía NHN PlayArt, que consiste en unir cabezas de Yo-kai para lanzar ataques contra un enemigo. Los tres fueron lanzados para Japón en 2015.

#### Serie principal
- Yo-kai Watch (妖怪ウォッチ?) (Nintendo 3DS, 2013)
- Yo-kai Watch 2 (妖怪ウォッチ2 元祖&本家?) (Nintendo 3DS, 2014)
- Yo-kai Watch 2: Mentespectros (妖怪ウォッチ2 真打?) (Nintendo 3DS, 2014)
- Yo-kai Watch 3: Sushi y Tempura (妖怪ウォッチ3?) (Nintendo 3DS, 2016)
- Yo-kai Watch 3: Sukiyaki (妖怪ウォッチ3?) (Nintendo 3DS, 2016)
- Yo-kai Watch 4 (妖怪ウォッチ4?) (Nintendo Switch, 2019)

#### Juegos derivados
- Yo-kai Watch Blasters: Aka Neko-dan & Shiroi Inu-tai (妖怪ウォッチバスターズ 赤猫団&白犬隊  En España "Yo-kai Blasters: Liga del Gato Rojo y Escuadrón del Perro Blanco"?) (Nintendo 3DS, 2015)
- Yo-kai Watch Dance: Just Dance Special Version (妖怪ウォッチダンス JUST DANCE® スペシャルバージョン?) (Wii U, 2015). Juego de la serie Just Dance con canciones de Yo-kai Watch.
- Yo-kai Sangokushi (妖怪三国志?  lit. "Yo-kai Three Kingdoms") (Nintendo 3DS, 2016) - Un juego que fusiona Yo-kai Watch con la serie de Koei Tecmo Romance of the Three Kingdoms.
- Yo-kai Busters 2: Hihō Densetsu Banbarayā (妖怪ウォッチバスターズ2 秘宝伝説バンバラヤー?) (Magnum and Sword) (Nintendo 3DS, 2017)
- Yo-kai Watch Jam: Yo-kai Academy Y – Waiwai Gakuen Seikatsu (Nintendo Switch, 2020)

#### Aplicaciones para móviles
- Yo-kai Taiso Dai-ichi Puzzle da nyan (ようかい体操第一 パズルだニャン Yōkai Dai-ichi Pazuru da nyan?, lit. "Yo-kai Ejercicio No. 1: Puzle miau") (iOS, Android, 2013)
- Yo-kai Daijiten (妖怪大辞典 Yōkai Dai-jiten?, lit. "El gran diccionario yo-kai") (iOS, Android, 2015)
- Yo-kai Watch: Gerapo Rhythm (妖怪ウォッチ ゲラポリズム Yōkai Wotchi Gerapo Rizumu?, lit.: "Yo-Kai Watch: Ritmo de la alegría") (iOS, Android, 2015)
- Yo-kai Watch: Wibble Wobble (妖怪ウォッチ ぷにぷに Yōkai Wotchi?) (iOS, Android, 2015) (Cerrado en Europa y América en el 31 de mayo de 2018)
- Yo-kai Watch: Medal Wars (iOS, Android, 2019)
- Yo-kai Watch World (iOS, Android, 2018)

### Manga
Shogakukan ha publicado dos adaptaciones a manga basadas en la serie. La primera es una serie shōnen realizada por Noriyuki Konishi, que comenzó a publicarse en la revista Coro Coro Comic el 15 de diciembre de 2012. Esta serie ha sido licenciada por Viz Media bajo su editorial Perfect Square. La segunda es una serie shojo realizada por Chikako Mori, titulada Yo-kai Watch: Wakuwaku Nyanderful Days, que comenzó a publicarse en la revista Ciao el 27 de diciembre de 2013. Por otra parte, una serie yonkoma realizada por Coconas Rumba llamada 4-Koma Yokai Watch: Geragera Manga Theater, comenzó a publicarse en Coro Coro Comic ESPECIAL en octubre de 2014.
En España, Norma Editorial ha licenciado el manga de la primera serie y ha publicado la serie desde mayo de 2016, actualmente ha publicado 13 volúmenes. Norma Editorial también publicó los tres volúmenes de la segunda serie titulada bajo el nombre de Yo-kai Watch: Días Miauravillosos Y Emiaucionantes.

### Anime
Una serie de anime basada en el juego, producida por OLM, se empezó a emitir en Japón a través del canal TX Network el 8 de enero de 2014. La serie cuenta actualmente con seis temas de apertura y seis de cierre. El tema de apertura de los capítulos 1 a 36 es "Geragerapō no Uta" (ゲラゲラポーのうた?  "La canción del jajaja"), en los episodios 37 a 62 se alterna entre "Matsuribayashi de Geragerapō" (祭り囃子でゲラゲラポー?  "Festival de Música de la Risa") y "Hatsukoitōge de Geragerapō" (初恋峠でゲラゲラポー?  "La risa es el primer paso del amor"), del episodio 63 a 76 es "Gerappo Dansutorein" (ゲラッポ・ダンストレイン "Baile del tren Gerappo"?), del episodio 77 a 101 es "Jinsei Dramatic" (人生ドラマティック "Vida Dramática"?), y del episodio 102 en adelante es "Terukuni Jinja no Kumade" (照国神社の熊手?  Rastrillo del Santuario de Terukuni). Todos los temas de apertura están interpretados por King Creamsoda con letras escritas por m.o.v.e, vocalista de Motsu. El tema de cierre de los episodios 1 a 24 es "Yōkai Taisō Dai-Ichi" (ようかい体操第一 "Ejercicio Yo-Kai Número 1"?) interpretado por Dream5, el tema de cierre de los episodios 25 a 50 es "Dan Dan Dubi Zubā!" (ダン・ダン ドゥビ・ズバー! "Dun Dun Doobie Zubah!"?) interpretado por Dream5 y Bully-taichō (Motsu), el tema de cierre de los episodios 51 a 67 es "Idol wa Unyanya no Ken" (アイドルはウーニャニャの件?  "Los ídolos son una cuestión de Ooh-Nya-Nya") interpretado por NyaKB junto con Tsuchinoko Panda, el tema de cierre de los episodios 68 a 76 es Yōkai Taisō Dai-Ni (ようかい体操第二 "Ejercicio Yo-Kai Número 2"?) interpretado por Dream5, el tema de cierre de los episodios 77 a 101 es "Uchū Dance!" (宇宙ダンス! "Baile Espacial"?) interpretado por Kotori junto a Stitchbird, mientras que el tema de cierre de los episodios 102 en adelante es Chikyu-jin (地球人?  "Terrestre") interpretado por Kotori junto a Stitchbird. El canal TV Tokyo emitió los episodios 48 y 49 usando el tema "Geragerapō Hashikyoku" (ゲラゲラポー走曲?) interpretado por Yo-kai King Creamsoda (Lucky Ikeda, Dream5, y King Creamsoda) como tema de cierre.
En Japón, el 29 de octubre de 2014 salió a la venta un pack en DVD con los primeros 21 capítulos, divididos en cinco discos. El 25 de marzo de 2015, salió a la venta un segundo pack con los capítulos 22 al 41, igualmente en cinco discos.

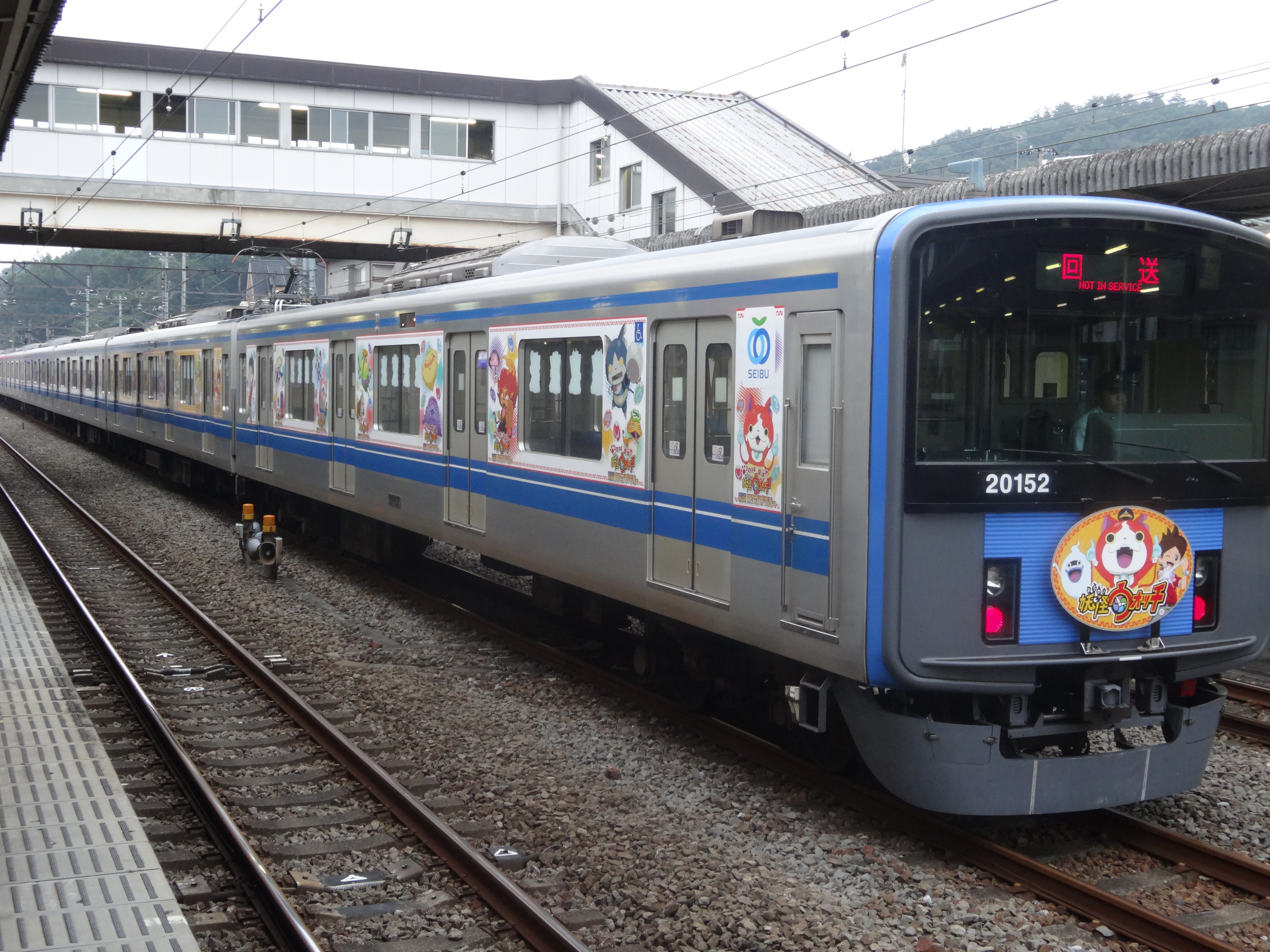
Tren con publicidad de Yo-kai Watch en Japón

 En España, el 14 de diciembre de 2016 se puso a la venta un DVD con los primeros 13 episodios licenciados por Selecta Visión, y el 7 de enero de 2017 a la venta un DVD con los episodios del 14 al 26. 
Dentsu Entertainment USA empezó en abril de 2014 a buscar socios para la difusión del anime y del merchandising en América del Norte. En el estreno de la película de Yo-kai Watch, el presidente de Level-5, Akihiro Hino, anunció que el anime de Yo-kai Watch empezaría a emitirse a nivel internacional en 2015. También pidió, en tono de broma, a Etsuko Kozakura y Tomokazu Seki, dobladores de Jibanyan y Whisper respectivamente, que empezarán a "estudiar inglés". Viz Media Europe ha licendiado el anime para Europa, África y Filipinas. Fusion Agency ha adquirido los derechos de licencias y merchandising de la serie en Australia y Nueva Zelanda. La serie se empezó a emitir en Estados Unidos en Disney XD el 5 de octubre de 2015. En mayo de 2015 Marvista Entertainment confirmó que había adquirido los derechos de distribución para Latinoamérica de la serie. En diciembre de 2015, se confirmó que la serie sería emitida en España a lo largo de 2016 en Boing y que sería la empresa Arait Multimedia la encargada de gestionar sus licencias, se empezó a emitir el 9 de mayo de 2016. El 25 de mayo de 2016 se anunció que la serie sería estrenada el 13 de junio de 2016 por Disney XD con un doblaje argentino. El 2 de junio de 2016 se anunció que Tycoon licenció de MarVista los derechos de merchandising para América Latina.
El 7 de abril de 2015, Level-5 mostró un vídeo promocional de la segunda temporada del anime, que se estrenó en Japón el 10 de julio de 2015. Esta segunda temporada cuenta con, Valeria Luna, y un nuevo compañero Yo-kai, Usapyon. También cuenta con un nuevo modelo del Yo-kai Watch llamado "Yo-kai Watch U".

### Películas
El 20 de diciembre de 2014 se estrenó en los cines japoneses la primera película de la serie, llamada Yo-kai Watch: La Película (映画 妖怪ウォッチ　誕生の秘密だニャン！ Eiga Yōkai Wotchi: Tanjō no Himitsu da Nyan!?). Salió a la venta en DVD y Blu-Ray el 8 de julio de 2015, e incluyó varios extras: un minifolleto de la película, una cubierta reversible y los anuncios promocionales de la película. La segunda película se estrenó en Japón el 19 de diciembre de 2015, bajo el título Yo-kai Watch: La Película 2; ¡El Gran Rey Enma y las 5 Historias, Nya! (映画 妖怪ウォッチ エンマ大王と5つの物語だニャン！ Eiga Yōkai Wotchi: Enma Daiō to Itsutsu no Monogatari da Nyan!?). El 17 de diciembre de 2016 se estrenó la tercera película en Japón, llamada ¡Yo-kai Watch: La ballena de los Dos Mundos! (映画 妖怪ウォッチ 空飛ぶクジラとダブル世界の大冒険だニャン！ Eiga Yōkai Wotchi: Soratobu Kujira to Daburu Sekai no Daibōken da Nyan!?), la cual combina tanto animación como escenas de imagen real.

## Comercialización
Se han realizado varios juguetes basados en la serie, como el propio Yo-kai Watch y las medallas Yo-kai, los cuales han tenido un gran éxito comercial en el mercado nipón. Hasbro lanzó una línea de juguetes basada en la serie en América y Europa en 2016, 2017 y 2018.

## Recepción
El juego original Yo-kai Watch recibió una puntuación de 36/40 en la revista Famitsu, la secuela Yo-kai Watch 2 también obtuvo un 36/40. Yo-kai Watch 2 ha vendido más de 5 millones de unidades, contando las tres versiones.
En 2014, el manga de Yo-kai Watch en CoroCoro Comic ganó el 38.º Premio de Manga Kōdansha en la categoría de Mejor Manga para Niños (Kodomo). Al año siguiente, también ganó en el 60.º Shogakukan Manga Awards en la misma categoría.
La primera película de anime tuvo la mayor recaudación durante el primer fin de semana, recaudando 1.628.893.000¥ (13,58 millones de dólares). A día 6 de enero de 2015, su decimosexto día desde el estreno, la película había recaudado más de 5 billones de yenes (42 millones de dólares). A la semana siguiente, se había recaudado más de 6,5 billones de yenes (55 millones de dólares) en la taquilla japonesa. A día 26 de enero de 2015, la película había recaudado más de 7 billones de yenes (60 millones de dólares). A la fecha de 2016, la película ha recaudado un total de 7,8 billones de yenes (65 millones de dólares).